# 김동식 (1961년 4월)
김동식(金東植, 1961년 4월 30일~)은 대한민국의 정치인이다. 제3대 경기도 김포시장이며, 제5대 경기도의원이다. 경기도 김포시 양촌읍 출신이다.

## 학력
- 은로국민학교
- 용산중학교
- 영등포고등학교
- ~ 1985 동국대학교 정치외교학과 학사 졸업
- ~ 1987 파리 제8대학교 대학원 정치학 석사 수료
- ~ 1998 파리 제8대학교 대학원 정치학 박사 수료

## 경력
- 1995.07 ~ 1998.06 제4대 경기도의회 의원
- 1995.07 ~ 1996.12 제4대 경기도의회 전반기 통상경제위원회 위원
- 1995.07 ~ 1996.12 제4대 경기도의회 전반기 예산결산특별위원회 위원
- 1995 경기도 통상경제 상임위원
- 1996 경기도 건설교통 상임위원
- 1997.01 ~ 1998.06 제4대 경기도의회 후반기 건설교통위원회 위원
- 1997.01 ~ 1998.06 제4대 경기도의회 후반기 예산결산특별위원회 위원
- 1997.09 ~ 1997.09 제4대 경기도의회 도비보조금에대한행정사무조사특별위원회 위원
- 2001 김포 경전철 유지추진위원회 위원장
- 2001 경기교육대학교설립추진 김포지부 지부장
- 2001 한나라당 중앙당 총간사
- 2001 ~ 2015 성균관대학교 대학원 강사
- 2002.07 ~ 2006.06 제3대 경기도 김포시장
- 2006 ~ 2008 동국대학교 총동문회 부회장
- 2006.04 ~ 2008.04 고려대학교 의료법학연구소 외래교수
- 2010 ~ 2012 국민생활체육전국철인3종경기연합회 회장
- 2014 ~ 2017.02 새누리당 경기도당 김포시 당원협의회 부위원장
- 2017.02 ~ 2020.02 자유한국당 경기도당 김포시 당원협의회 부위원장

## 전과
- 도로교통법위반(음주운전): 벌금 1,500,000원 - 2001년 7월 23일 선고[1]
- 뇌물수수: 자격정지 1년 - 2007년 7월 26일 선고[1]

## 논문
- 일본 군국주의 부활에 관한연구
- 한국, 프랑스의 헌법기관과 사회, 정치, 행정 행태에 관한 연구

## 역대 선거 결과
|  | 41.33% |

|  | 36.10% |

|  | 19.84% |

|  | 54.64% |

|  | 22.14% |

|  | 14.94% |

|  | 9.25% |

|  | 40.69% |